# Landesregierung Leopold Wagner I
Die Landesregierung Leopold Wagner I bildete die Kärntner Landesregierung in der 22. Gesetzgebungsperiode nach dem Rücktritt von Landeshauptmann Hans Sima und der Angelobung von Leopold Wagner als Landeshauptmann am 19. April 1974 bis zum Ende der Regierungsperiode am 19. März 1975. Der Landesregierung Leopold Wagner I folgte 1975 die Landesregierung Leopold Wagner II.
Nachdem Landeshauptmann Hans Sima den Rückhalt in seiner Partei verloren hatte, legte er am 12. April 1974 sein Amt zurück. Ihm folgte sein bisheriger Stellvertreter Leopold Wagner nach. Das Amt des Ersten Landeshauptmann-Stellvertreters nahm in der Folge der bisherige Landesrat Erwin Frühbauer ein, als Landesrat rückte Hans Ausserwinkler nach. Während der kurzen Amtszeit der Landesregierung kam es zu keinen Änderungen in der Zusammensetzung.

## Regierungsmitglieder
| Amt                               | Name               | Partei | Referate |
| --------------------------------- | ------------------ | ------ | -------- |
| Landeshauptmann                   | Leopold Wagner     | SPÖ    |          |
| 1. Landeshauptmann-Stellvertreter | Erwin Frühbauer    | SPÖ    |          |
| 2. Landeshauptmann-Stellvertreter | Herbert Bacher     | ÖVP    |          |
| Landesrat                         | Hans Ausserwinkler | SPÖ    |          |
| Landesrat                         | Rudolf Gallob      | SPÖ    |          |
| Landesrat                         | Hans Schober       | SPÖ    |          |
| Landesrat                         | Stefan Knafl       | ÖVP    |          |